# 無刺燭光魚
無刺燭光鱼（学名：Polyipnus inermis）为輻鰭魚綱巨口魚目褶胸鱼科的其中一種。分布於東南太平洋區的智利海域，為深海魚類，棲息深度可達575公尺，會進行垂直性洄游，體長可達6.3公分。